# ديفيد فيرنون (باحث في مجال الذكاء الاصطناعي)
ديفيد فيرنون (بالإنجليزية: David Vernon) هو باحث في مجال الذكاء الاصطناعي بريطاني، ولد في 1958.

## وصلات خارجية
- الموقع الرسمي